# Rock Forest–Saint-Élie–Deauville
Rock Forest–Saint-Élie–Deauville était l'un des six arrondissements qui constituent la ville de Sherbrooke entre 2001 et 2017. Son territoire est fusionné à celui de l'arrondissement de Brompton pour former l'arrondissement de Brompton–Rock Forest–Saint-Élie–Deauville.
Dans son territoire on retrouve deux bibliothèques, un centre culturel et une douzaine de parcs d'importance incluant une plage municipale et une base de plein air.

## Géographie
L'arrondissement couvre le territoire des anciennes municipalités de Rock Forest, Saint-Élie-d'Orford et Deauville. 
Il est traversé par la rivière Magog et comporte une bonne partie du lac Magog. Avec une superficie de 156 km² (43 % de la ville de Sherbrooke), il est le plus grand arrondissement de la ville.

## Politique et administration
L'arrondissement est divisé en quatre districts représentés par un conseiller municipal qui siège à la fois au conseil d'arrondissement et au conseil municipal. Les quatre conseillers élisent entre eux celui qui sera président de l'arrondissement.

### Président(e) d'arrondissement
- Serge Forest (2001-2005)

- Bernard Sévigny (2005-2009)

- Julien Lachance (2009-2013)
- Diane Délisle (2013-2017)

### District de Deauville (5.1)
Le district de Deauville couvre le territoire de l'ancienne municipalité de Deauville ainsi que la partie de l'ancienne ville de Rock Forest située sur la rive droite de la rivière Magog. Au fil de l'existence du district, les conseillers qui le représentent sont : 
- Diane Délisle (2001-2017)

### District des Châteaux-d'Eau (5.2)
Le district des Châteaux-d'Eau est situé dans l'ancienne municipalité de Rock Forest, entre le boulevard Bourque et la rivière Magog. Son nom fait référence aux deux châteaux d'eau de Sherbrooke qui sont situés à cet endroit. Au fil de l'existence du district, les conseillers qui le représentent sont : 
- Bernard Sévigny (2001-2009)
- Bruno Vachon (2009-2017)

### District de Rock Forest (5.3)
Le district de Rock Forest couvre le secteur de l'ancienne municipalité de Rock Forest situé au nord du boulevard Bourque. Au fil de l'existence du district, les conseillers qui le représentent sont : 
- Serge Forest (2001-2013)
- Annie Godbout (2013-2017)

### District de Saint-Élie (5.4)
Le district de Saint-Élie couvre le territoire de l'ancienne municipalité de Saint-Élie-d'Orford. Au fil de l'existence du district, les conseillers qui le représentent sont : 
- Julien Lachance (2001-2021)
- Christelle Lefèvre (2021-présent)[1]

## Toponyme
Le nom identifie un arrondissement de la nouvelle ville de Sherbrooke, créée le 1er janvier 2002,.